# AC Nuova Folgore
Nuova Folgore Ancona (wł. Associazione Calcio Nuova Folgore Associazione Sportiva Dilettantistica) – włoski klub piłkarski, mający siedzibę w mieście Ancona, w środkowej części kraju, grający od sezonu 2010/11 w rozgrywkach Seconda Categoria Marche.

## Historia
Chronologia nazw:
- 1921: Folgore Ancona
- 1922: klub rozwiązano – po fuzji z US Anconitana
- 1985: AC Nuova Folgore

Piłkarski klub Folgore został założony w miejscowości Ancona w 1921 roku. W sezonie 1921/22 zespół startował w mistrzostwach Prima Divisione Lega Sud, organizowanych przez federację CCI. Zajął ostatnie trzecie miejsce w grupie B Sezione marchigiana, nie awansując do kolejnych rund. W listopadzie 1922 dołączył do klubu US Anconitana i zaprzestał działalności.
W 1985 klub został reaktywowany jako AC Nuova Folgore. Występy rozpoczął od najniższej ligi, zwanej Terza Categoria Marche (D9). W kolejnych latach awansował do Prima Categoria Marche. W sezonie 2009/10 zajął 14.miejsce w grupie B Prima Categoria Marche, a potem po przegraniu baraży play-out został zdegradowany do Seconda Categoria. Przed rozpoczęciem sezonu 2014/15 wprowadzono reformę systemy lig, wskutek czego ósmy poziom awansował o jedną pozycję do góry. Sezon 2017/18 zakończył na czwartym miejscu w grupie C Seconda Categoria i zakwalifikował się do barażów o awans do Prima Categoria, jednak przegrał w eliminacjach.

## Barwy klubowe, strój
|  |  |

Klub ma barwy biało-czerwone. Zawodnicy domowe spotkania zazwyczaj grają w białych koszulkach, białych spodenkach oraz białych getrach.

## Sukcesy

### Trofea międzynarodowe
Nie uczestniczył w rozgrywkach europejskich (stan na 31-05-2020).

### Trofea krajowe
| \| \| Zdobyte trofea w rozgrywkach Włoch (stan na: 31-08-2020) \| |                                                          |      |                    |
| Rozgrywki                                                         | Osiągnięcie                                              | Razy | Sezon(y)           |
| · Mistrzostwo                                                     | I miejsce                                                | 0    |                    |
| · Mistrzostwo                                                     | II miejsce                                               | 0    |                    |
| · Mistrzostwo                                                     | III miejsce                                              | 1    | 1921/22 (Marche B) |
| · Puchar                                                          | zdobywca                                                 | 0    |                    |
| · Puchar                                                          | finalista                                                | 0    |                    |
| II liga                                                           | I miejsce                                                | 0    |                    |
| II liga                                                           | II miejsce                                               | 0    |                    |
| II liga                                                           | III miejsce                                              | 0    |                    |
| Włochy                                                            | Zdobyte trofea w rozgrywkach Włoch (stan na: 31-08-2020) |      |                    |

## Poszczególne sezony

### Rozgrywki międzynarodowe

#### Europejskie puchary
Nie uczestniczył w rozgrywkach europejskich.

### Rozgrywki krajowe
| \| Włochy \| Bilans występów klubu w rozgrywkach piłkarskich Włoch (Stan na 31 sierpnia 2020 r.) \| \| |                                                                                     |        |       |   |   |   |    |    |     |         |        |        |      |
| Poziom                                                                                                 | Rozgrywki                                                                           | Sezony | Mecze | Z | R | P | B+ | B– | Pkt | Lata    | Awanse | Spadki | Naj. |
| I | Prima Divisione Marche                                                              | 1      |       |   |   |   |    |    |     | 1921/22 | 0      | 1      | 3    |
| II | Serie B                                                                             | 0      |       |   |   |   |    |    |     |         | 0      | 0      |      |
| III | Serie C                                                                             | 0      |       |   |   |   |    |    |     |         | 0      | 0      |      |
| IV | Serie D                                                                             | 0      |       |   |   |   |    |    |     |         | 0      | 0      |      |
| V | Eccellenza                                                                          | 0      |       |   |   |   |    |    |     |         | 0      | 0      |      |
| | Puchar Włoch                                                                        | 0      |       |   |   |   |    |    |     |         | 0      | 0      |      |
| Włochy                                                                                                 | Bilans występów klubu w rozgrywkach piłkarskich Włoch (Stan na 31 sierpnia 2020 r.) |        |       |   |   |   |    |    |     |         |        |        |      |

## Struktura klubu

### Stadion
Klub piłkarski rozgrywa swoje mecze domowe na Stadio Valle Miano w Anconie o pojemności 1000 widzów.

### Derby
- US Anconitana
- Vigor Senigallia